# 쇠렌 키르케고르
쇠렌 오뷔에 키르케고르(덴마크어: Søren Aabye Kierkegaard, 덴마크어 발음: [ˈsœːɔn ˈkʰiɔ̯g̊əˌg̊ɔːˀ], 듣기 (도움말·정보) 1813년 5월 5일~1855년 11월 11일)는 덴마크의 철학자, 신학자, 시인, 사회비평가다. 실존주의 철학자 선구자로 평가받기도 한다. , 쇼펜하우어에게 막대한 영향을 받았다. 키르케고르는 게오르크 빌헬름 프리드리히 헤겔의 관념론과 당시 덴마크 루터교회의 무의미한 형식주의에 반대하였다. 그 작품 중 대부분 신앙의 본질, 기독교 교회의 제도, 기독교 윤리와 신학, 삶에서 결정을 내려야 할 순간에 개인이 직면하는 감정과 감각 같은 종교적 문제를 다루고 있다. 이 때문에 키르케고르는 무신론적 실존주의자에 속하는 장폴 사르트르나 프리드리히 니체와 다르게 ‘기독교 실존주의자’로 평가받기도 한다. 그 초기 저작들은 다양한 필명으로 기록했으며, 그 이름들은 복잡한 대화에서 특유의 관점을 드러낸다. 그는 많은 작품을 익명으로 남겼으며, 그가 익명으로 쓴 작품을 비판하는 또 다른 익명 작품을 출판하기도 하였다. 키르케고르는 독자에게 의미를 찾아야 하는 과제를 남겼다. 그것은 “과제란 어려워야만 하고, 오직 어려움만이 고상한 마음에 영감을 불어넣기” 때문이다. 그 뒤에 어떤 사람들은 키르케고르가 실존주의자, 신정통주의자, 휴머니즘적인 심리학을 한 인본주의자, 개인주의자 등등이었다고 해석한다. 키르케고르는 철학과 신학, 심리학 그리고 문학의 경계를 넘나들었기 때문에, 현대 사상에서 매우 중요하고 영향력 있는 인물로 여긴다.

## 생애

### 초기(1813~1841년)

#### 출생
키르케고르는 덴마크의 수도 코펜하겐의 부유한 집안에서 태어났다. 그의 어머니인 아네 쇠렌다테르 룬 키르케고르(Ane Sørensdatter Lund Kierkegaard)는 쇠렌의 아버지와 결혼하기 이전에는 그 집안의 하녀로 일했다. 그녀는 겸손한 모습이어서, 조용하고 평범했으나 정식으로 교육을 받지는 않았다. 그녀가 키르케고르의 후기 저작에 감명을 받았지만, 키르케고르의 저작이 출간되었을 때 곧장 주목하지는 않았다. 키르케고르의 어머니는 1834년 7월 31일 66세에 사망하였다.

#### 부친의 영향
아버지 미카엘 페데르센 키르케고르(Michael Pedersen Kierkegaard)는 우울했고, 걱정이 많았으며, 종교심이 깊었고, 매우 총명한 사람이었다. 미카엘은 자신이 하느님의 진노를 샀다고 확신했기 때문에 그는 자기 자녀들이 예수 그리스도가 이 세상에 살다간 나이인 33세를 넘기지 못하리라고 믿었다. 어린 시절 유틀란 황야에서 심한 추위와 배고픔에 시달린 나머지 하느님을 저주했던 죄인이라는 생각이 들었기 때문이다. 더욱이 혼외정사로 아내를 임신시킨 것은 어떤 형태로든지 처벌을 받을 수밖에 없다고 생각했다. 그의 일곱 자녀 중 상당수가 어린 나이에 죽었지만, 자녀 중 두 명이 33세를 넘어서 생존했을 때 그의 믿음은 틀렸음이 증명되었다. 그 나이를 넘긴 두 사람은 쇠렌과 몇 살 위 형인 페테르 크리스티안(Peter Christian Kierkegaard)이었다. 페테르는 신학자로 정부에서도 활동했으며, 루터교 주교를 지냈다.
아버지는 예수 그리스도의 은총으로 자신의 죄를 용서받고 영혼의 구원을 받아 영원한 행복을 얻고자 했던 독실한 개신교 신자였다. 독실한 개신교 신자로서 미카엘은 막내아들 쇠렌에게 엄격한 개신교 교육을 베풀었다. 아버지는 아들에게 예수 그리스도를 믿는 사람이 되라고 말하곤 했으며, 아들이 신학교를 나와 개신교 목사가 되기를 원했다. 쇠렌은 누구보다 아버지를 따랐고, 아버지의 암울한 성격, 신앙심, 그리고 가르침에 의해 많은 영향을 받으며 자랐다. 쇠렌의 암울한 성격과 어떻게 진실한 그리스도인이 될 수 있는가라는 평생의 문제의식은 아버지로부터 고스란히 물려받은 것이다. 그가 나중에 저술한 위대한 작품들은 아버지로부터 물려받은 이러한 유산의 산물이라고 해도 과언이 아니다.
어린 시절부터 이러한 죄와 아버지로부터 자신에 이르는 죄와의 관계를 보아 왔기 때문에 키르케고르는 여러 작품에 그 경험을 반영할 수밖에 없었다. 키르케고르의 아버지는 때때로 종교적인 우울증에 시달렸음에도 불구하고, 키르케고르와의 관계는 상당히 가까운 사이이었다. 키르케고르는 그의 아버지와 함께 놀면서 상상력을 키워 나갔다. 키르케고르의 아버지는 82세의 나이로 1838년 8월 9일에 사망하였다. 그는 죽기 전에, 쇠렌 키르케고르에게 개신교 목사가 될 것이냐고 물었다. 쇠렌은 아버지의 종교적인 경험과 삶에 깊은 영향을 받았고, 아버지의 바람에 충실히 따라야 할 의무감을 느꼈다. 이틀이 지나고, 8월 11일 키르케고르는 다음과 같이 적었다.
| “ | 나의 아버지는 수요일에 돌아가셨다. 나는 정말로 그분이 몇 해라도 좀 더 오래 살아 있었으면 하고 바랐다. 그리고 나는 그분의 죽음이 그분이 나를 사랑해서 나를 위해 바치는 최후의 희생제사인 듯이 지켜보았다. … 만약 가능하다면, 그분은 내가 조용히 무엇인가로 변화하게 하기 위해서 나를 위해 죽었을 것이다. 나는 그분에게서 모든 것을 물려받았고, 나는 그분의 모든 것이 흩어졌다가 다시 모여 합쳐진 존재이고, 나는 그를 쏙 빼닮아 약간 변형된 그의 초상화처럼 보인다. … 나에게 소원이 하나 있다면, 내가 신중하게 해야만 하는 일이 있다면, 그것은 이 세상으로부터 그의 기억을 안전하게 숨겨서 보호하는 일이다. | ” |

#### 학업
키르케고르는 동부 시민 학교에 다녔다. 그곳에서 라틴어와 역사에 뛰어난 실력을 보였다. 아버지 미카엘과 형 페테르의 권유를 받아 키르케고르는 18세에 코펜하겐 대학교 신학부에 입학한다. 대학교에 들어간 이후에 키르케고르는 한동안 방탕한 생활을 하며 "기독교는 광기"라고 말할 정도로 기독교에서 멀어진다. 그의 아버지는 자신의 어린 시절을 떠올리며 슬픈 마음으로 그를 바라볼 수밖에 없었다. 키르케고르에게 파멸의 시기는 1836년 자살 미수 사건으로 절정에 이르지만, 이 사건 이후에 그는 점차 안정을 되찾는다.
대학에서 키르케고르는 논문 〈아이러니의 개념-소크라테스를 염두에 두고〉를 집필했다. 이 논문은 대학의 심사 교수들이 주목할 만큼 잘 만들어졌다는 평가를 받았지만, 너무 길고 철학적인 논문치고는 문학적인 성격이 강했다. 키르케고르는 1841년 10월 20일 철학 박사학위를 받고 졸업했다.
그의 가족은 대략 3만 1천 덴마크 리그스달레르 정도의 유산을 상속했고, 그것은 키르케고르가 교육을 받고 생계를 유지하며 그의 여러 초기 저서를 출판하는 데 밑천이 되었다.

#### 레기네 올센(1837~1841년)

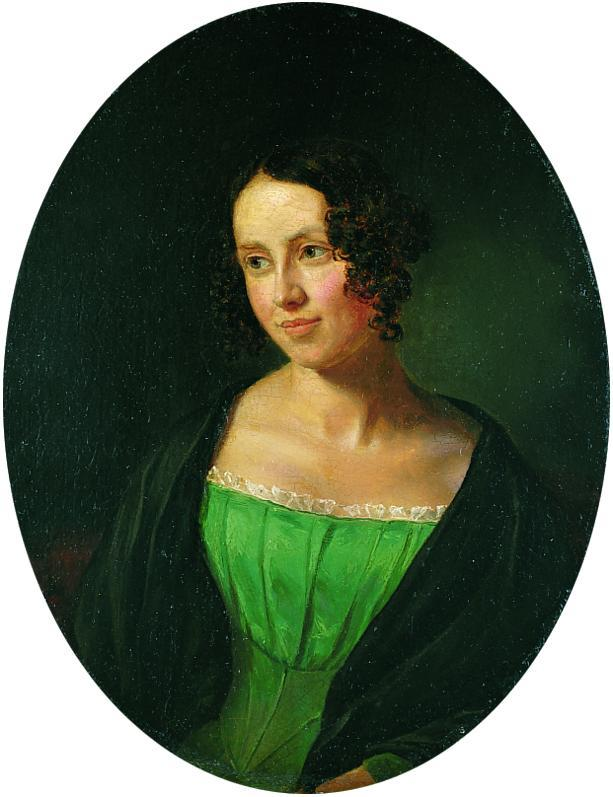
약혼했다가 파혼했던 레기네 올센, 그가 사랑했던 사람이며 그의 저작에서는 "뮤즈"이다.

일반적으로 그의 작업에 주요한 영향을 끼쳤다고 간주되는, 키르케고르 생애에서 또 다른 중요한 장면은, 레기네 올센과의 파혼이다. 키르케고르는 5월 8일에 레기네를 만났고, 즉각적으로 그의 매력에 이끌렸는데, 그것은 레기네 또한 마찬가지였다.
그는 일기장에 레기네를 향한 사랑을 다음과 같이 남겼다.
| “ | 그대, 가슴 한복판에 있는 나의 요새에 깊숙이 숨겨둔 내 마음을 장악한 주권자, 내 생각의 충만함, 그곳 … 알 수 없는 신성! 오, 내가 시인의 이야기를 믿을 수 있을까, 누군가 처음 사랑하는 사람을 보았을 때, 그는 그녀를 오래전에 본 적이 있었다고 상상하리라, 모든 기억과 같은 모든 사랑은 기억이다, 그 사랑은 한 사람에게 그 자체로 충분히 예언들과 같은 힘을 지닌다. … 그대는 나에게 그대와 같은 아름다움을 드러내기 위해서는 내가 모든 소녀의 아름다움을 소유했어야 했다는 생각이 들게 한다. 나는 나의 텅 빈 영혼을 채울 수 있는 장소를 찾아 온 세계를 떠돌아다녀야만 했다. 내 존재 전체가 지니고 있는 깊은 신비가 가리키는, 그곳을 찾아 다녔다. 그런데 그다음 순간에 그대가 나에게로 왔다. 나의 영혼은 가득 찼고, 그것은 너무도 강력해서 나는 내 자신을 다른 모습으로 변화시켰고, 나는 지금 이곳에 존재하는 것이 행복하다고 느낀다. | ” |
|   | — 쇠렌 키르케고르 , 《일기》 (2월 2일 1839년) |   |

1840년 9월 8일 키르케고르는 정식으로 레기네에게 청혼했다. 그러나 키르케고르는 곧 결혼에 대해서 환멸을 느끼고 우울해했다. 그가 청혼한 지 1년이 가기도 전에, 1841년 8월 11일 파혼했다. 일기장에 키르케고르는 자신이 지닌 “우울함”이 결혼에 대해서 그를 불안정하게 만들었다고 믿는다는 말을 남겼다. 하지만 그가 파혼한 정확한 이유는 알 수 없다. 일반적으로 두 사람이 깊은 사랑에 빠졌다고 생각하며, 아마도 그 사랑은 레기네가 요한 프레데리크 슐레겔과 결혼한 후에도 지속되었을 것이다. 슐레겔은 뛰어난 공무원이었다. 그 후 평생 두 사람이 서로 만날 수 있었던 공간은, 코펜하겐의 거리로 제한되었다. 몇 년이 지나고 키르케고르는 레기네의 남편에게 그녀와 이야기를 나눌 수 있게 해달라고 부탁했지만, 슐레겔은 거절했다.
그 일이 있은 후, 슐레겔 부부는 코펜하겐을 떠나게 되었다. 슐레겔이 덴마크령 서인도 제도(현재의 미국령 버진아일랜드)의 총독으로 임명되었기 때문이다. 시간이 흘러 레기네가 덴마크로 돌아왔을 때, 키르케고르는 사망한 후였다. 레기네 슐레겔은 1904년까지 생존했으며, 사후에 코펜하겐의 아시스텐스 묘지에 묻힌 키르케고르 근처에 묻혔다.

### 초기 저작(1841~1846년)
키르케고르가 정치·여성 및 유년 시절의 오락과 대학 시절에 대한 글을 몇 편 썼음에도 불구하고, 키르케고르의 첫 번째 탁월한 작품을 1841년에 출간된 대학 논문 〈아이러니의 개념-소크라테스를 염두에 두고〉 또는 1843년에 출간된 《이것이냐, 저것이냐》로 보는 학자들이 많다. 앞 책을 선택한 입장의 학자는 소크라테스를 서양철학의 주요 인물로 보며, 뒤의 책을 선택한 입장의 학자는 헤겔이 중요하다고 생각한다. 어떤 입장을 취하든지 간에, 학자들은 각각의 저서 모두가 키르케고르의 독특한 글쓰기 형식을 모범적으로 보여주며, 그가 초창기에 이미 글쓰기에서 어느 정도 성숙한 경지에 이르렀다고 본다. 《이것이냐, 저것이냐》의 대부분은 베를린에 머무는 동안에 저술되었으며 1842년 가을에 완성되었다.
《이것이냐, 저것이냐》가 출간된 그 해에 키르케고르는 레기네가 슐레겔과 결혼하기로 약속했다는 사실을 알았다. 이 사실은 키르케고르 자신과 그의 다음 저서들에 깊은 영향을 끼쳤다. 1843년 후반기에 출간된 《공포와 전율(두려움과 떨림)》을 본 사람은 누구든 그 책의 메시지를 다음과 같이 해석할 수 있다. ‘키르케고르는 신적 행위를 통해서 레기네가 자신에게 돌아오기를 기대한다.’ 《공포와 전율(두려움과 떨림)》과 매우 가까운 시기에 출판된 《반복》은 사랑하는 사람을 떠나보낸 젊은 신사에 대해 쓰고 있다. 이 기간에 쓴 다른 여러 저서도 비슷하게 키르케고르와 레기네의 관계를 함축하고 있다.

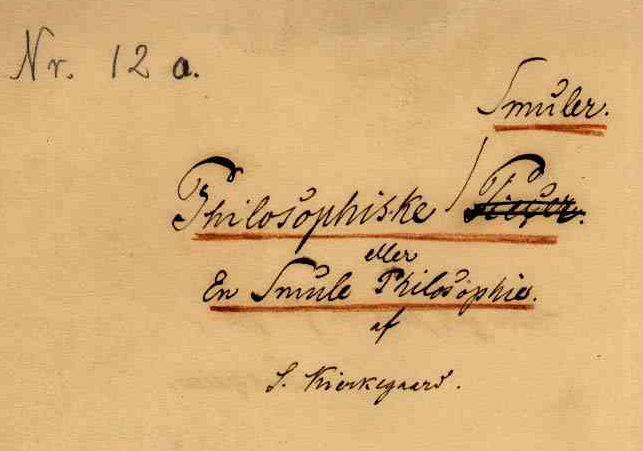
《철학적 단편》 육필 원고.

그 기간에 쓴 다른 두드러진 작품들은 헤겔을 비판하는 데 집중하며, 실존주의 철학의 기본을 형성한다. 《철학적 단편》, 《불안의 개념》과 《인생길의 여러 단계》는 한 사람의 삶 가운데 개인이 삶에서 직면하게 되는 느낌과 생각들, 실존적인 선택과 그것의 결과, 그리고 종교인 특히 기독교인인지 아닌지의 여부(‘진정한 기독교인은 누구인가?’) 등에 대해 쓴 책들이다. 헤겔주의에 대한 가장 용감한 도전은 아마도 키르케고르가 쓴 책 《철학적 단편에 부치는 비학문적인 해설문》(Concluding Unscientific Postscript to Philosophical Fragments|Concluding Unscientific Postscript to Philosophical Fragments)일 것이다. 이 책에서 키르케고르는 개인과 진리로서의 주체성이 지닌 중요성을 논하면서, “이성이 진실이고 진실은 이성이다.”라고 했다. 즉 있음과 앎이 같다고 말한 것이다. 결국 키르케고르는 개체로서의 인간이 지니는 실존의 의미를 배제한 헤겔에 맞서 있음과 앎이 같으며 각 개인의 삶이 고유하며 인간이 실존한다는 것을 주장하였다.
이 책의 대부분은 사실상 철학적이고, 간접적으로 필명을 사용하여 기록되었으며, 삶의 방식에 대한 다른 관점을 나타낸다. 그러나 키르케고르는 각각의 철학적인 작업에 맞추어 두세 권 정도의 신학적 논설을 실명으로 출간했다.. 키르케고르는 필명으로 쓴 책에 나타난 철학적 관점을 명확히 하려고 이러한 논설들을 썼고, 그 작업의 신학적인 관점을 논했으며, 독자의 정신을 일깨우려 했다.

#### 《해적선》 사건(1845~1846년)
1845년 12월 22일 페테르 루드비히 묄러가 《인생길의 여러 단계》를 비평하는 글을 출간했다. 이 글은 “단계들”에 대한 형편없는 감상문으로, 키르케고르 사상을 전혀 이해하지 못한 글이었다. 묄러는 유명 인사들을 풍자하는 덴마크어 풍자잡지 《해적선》의 기고가이기도 하였다. 키르케고르는 묄러의 비웃음으로부터 자신의 사상을 지키기 위하여 응답하는 글을 썼고, 《해적선》과의 논쟁에서 이기려고 애쓰다가 그 잡지와 잡지의 편집장 마이르 아아론 골드슈미츠(Meïr Aaron Goldschmidt)에게 화를 내기도 하였다
키르케고르가 묄러에 답하기 위해 쓴 글은 〈여행하는 미학자의 활동〉과 〈문학적 군사행동의 변증적 결과〉로 오직 두 편뿐이다. 첫 번째 글은 묄러의 정직성을 공격하고 그의 비평에 대응하는 데 초점이 맞추어져 있다. 두 번째 글은 키르케고르를 공공연하게 풍자하려 했던 《해적선》을 정면으로 공격하고 있다.
| “ | 지금까지로 보아서는 남녀노소를 막론하고 많은 이들이 《해적선》 따위의 잡지를 읽는다. 그리고 그들은 무시되고 멸시하고 결코 해결될 수 없는, 존재를 인식하는 일을 본질적으로 즐기고 있다. 문학을 표현하기 위해서 이런 식의 글쓰기가 해낼 수 있는 일이란, 똑같은 잡지에 의해 모욕당하는 사례를 만들기 위해서 칭찬받는 유명 인사를 대상으로 삼고, 빈곤한 재능과 엄청난 노력을 바탕으로 사물들이 반영하는 도덕적 질서를 뒤집어 버리고 엎어 버리는 것이다. … 독자 여러분께 부탁드리고 싶다. 《해적선》이 지나칠 정도로 불멸의 명성을 부여한 존재를 내가 인격적으로 모독할 수 있었으면 하는데, 허락해 주시길 바란다. | ” |
|   | — 쇠렌 키르케고르 , 문학적 군사행동의 변증적 결과, 《키르케고르 선집》(Essential Kierkegaard) 중에서. |   |

몇 달이 채 가기도 전에, 《해적선》은 모욕을 주겠다는 키르케고르의 공격에 대응했다. 그 잡지는 키르케고르의 외모와 목소리, 습관을 우스갯소리로 만들어 시리즈로 세상에 퍼뜨렸다. 몇 달 동안 키르케고르는 덴마크의 거리를 거닐 때마다 놀림감이 되어야 했다.
1846년 일기 전체를 통해, 키르케고르는 길고도 상세하게 묄러와 《해적선》을 비판했다. 또한 이러한 비판 과정에서 자신이 더 이상 간접적으로 필명을 쓰는 의사소통 방식을 그만두게 되었다고 말했다.
| “ | 글을 쓰던 지난날을 돌아보며 신에게 감사드린다. 내 나름대로는 지난 세월이 만족스러웠는데, 그것은 내가 언제 끝장을 내야만 하는지를 이해하게 되었던 시간이었고, 《이것이냐, 저것이냐》를 출간한 다음부터 나는 그것을 신에게 감사드렸다. 다시 말하자면 그것은 사람들이 어떻게 보는지와는 상관없는 것이지만, 나는 두 마디 말로 그것이 그렇다는 것을 정말로 증명할 수 있었다. 나는 나의 저작권에 대해서 매우 잘 안다. 하지만 그것은 나를 괴롭게 했다. 이 분위기는 나에게 무슨 책을 썼는지 다 자백하라고 요구하는 것 같아 보이지만, 그대로 내버려 두어라.(Let it be.) 만약에 내가 어떻게든 해서 성직자가 되었다면, 분위기에 맞추어야 했겠지만 말이다. 그러나 나는 내가 사는 오늘의 삶에 대부분 만족하고 있다. 여유로운 시간에는 때때로 글을 쓰면서 조용히 활동하는 이 삶이, 나를 조금 더 자유롭게 숨 쉴 수 있게 한다. | ” |
|   | — 쇠렌 키르케고르 , 《일기》 (1846년 3월 9일) |   |

### 후기 저작(1846~1853)

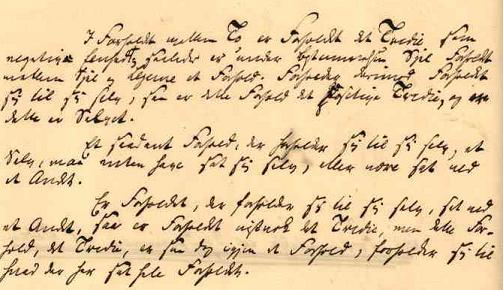
(죽음에 이르는 병) 키르케고르 육필 원고.

키르케고르의 첫 번째 저작이 헤겔 철학을 반대하는 것에 초점이 맞추어졌다면, 이 시기 저작에서는 기독교계의 위선을 비판하는 데 초점이 맞추어져 있었다. 키르케고르가 기독교 자체를 공격하지 않았음을 기독교계가 인식하는 것이 중요하다. 키르케고르가 표적으로 삼은 것은, 교회와 그가 살던 사회에서 드러난 종교의 현실적인 모습이었다. 해적선 사건 이후에 키르케고르는 “일반 대중” 및 대중과 개인의 상호작용에 관심이 생겼다. 이 시기에 그가 처음으로 쓴 글은, 《두 시대:문학적 감상문》이었다. 이 글은 토마신 크리스틴 길렘부르크 에흐렌스뵈르트(Thomasine Christine Gyllembourg-Ehrensvärd)가 쓴 소설 《두 시대》에 대한 비평이었다. 이 글을 쓴 이후에, 키르케고르는 그 시대 사람들의 본성과 그들이 지닌 삶에 대해 열정을 느끼지 않는 무관심한 태도에 대해 여러 통찰력 있는 관찰을 할 수 있었다. 근대성에 대한 그의 불평 중 하나는, 그것이 이 세계에 대해 별다른 열정이 없는 세계관을 지니고 있다는 것이다. 키르케고르는 다음과 같이 썼다. “현재는 열정이 없는, 본질적으로 합리적인 시기이다. … 오늘날의 유행은 수학적 같음을 가리키는 방향으로 흐르고 있는데, 그 결과로 모든 계층에서 한결같이 비슷비슷한 익명의 개인이 탄생하게 되었다.” 이 글에서 키르케고르는 개인을 무관심한 대중으로 바꾸어 가는 체제 순응성과 문화적 동화를 공격하고 있다. 비록 키르케고르가 대중을 공격하기는 했지만, 그는 개인들이 자신들의 다양성과 유일무이함을 지킬 수 있는 공동체를 지지했다.
다른 저서들은 계속해서 대중의 천박함이 유일무이한 개인을 억압하려고 시도하는 것에 집중했다. 《아들러에 관한 책》은 교회의 성스러움을 침해하는 계시를 언급한 아돌프 페터 아들러(Adolf Peter Adler) 목사의 주장을 담은 책이다. 아들러 목사는 그런 주장을 한 결과로 목사직에서 쫓겨나고 출교 당했다.
대중에 대한 그의 분석에서, 키르케고르는 기독교 교회의 부패와 몰락을 인식했고, 특히 그것은 덴마크 국교회를 겨냥하였다. 키르케고르는 기독교계가 기독교 신앙에 대해서 “자신의 길을 잃어 버렸다.”라고 믿었다. 이 시기 기독교계는 기독교의 원래 가르침을 적당히 무시하거나, 왜곡하거나, 아니면 단지 입에 발린 말(‘lip service’) 정도로 취급했다. 키르케고르는 후기에 이르러서 소위 “기독교인으로서의 삶”이라 불리는 것의 어두운 이면을, 다른 이들에게 알려야 한다는 의무감을 느꼈다. 그는 당대 기독교를 비판하는, 《기독교인 담론》(Christian Discourses), 《사랑의 역사》, 그리고 《다른 종류의 영혼을 계발하기 위한 담론》(Edifying Discourses in Diverse Spirits) 등등의 여러 글을 썼다.
《죽음에 이르는 병》은 키르케고르가 이 시기에 쓴 책 중 가장 대중적인 것에 속한다. 비록 그 시대의 일부 무신론적 철학자들과 심리학자들이, 키르케고르가 제안한 해결책이 신앙이라는 사실을 간과해 버렸음에도 불구하고, 실존적인 절망의 본성에 대한 그의 분석은 주체에 대한 최고의 설명 중 하나이다. 그의 분석은 또한 뒤이어서 등장하는 철학자들의 설명과 우열을 다투어 왔다. 예를 들면, 마르틴 하이데거의 실존적인 죄(existential guilt) 개념과 장 폴 사르트르의 “사르트르와 불신”(Sartre and bad faith)을 들 수 있다.
1848년 키르케고르는 《기독교의 실천》(Practice in Christianity), 《자기반성을 위하여》, 그리고 《너 스스로를 판단하라》와 같은 그의 책에서 덴마크 국교회를 공격하기 시작했다. 그 책들을 통해, 그는 기독교인이 본받아야 할 모범으로 예수를 제시하면서, 기독교의 진정한 본질을 설명하려고 시도하였다.

### 기독교계에 대한 공격(1854~1855년)

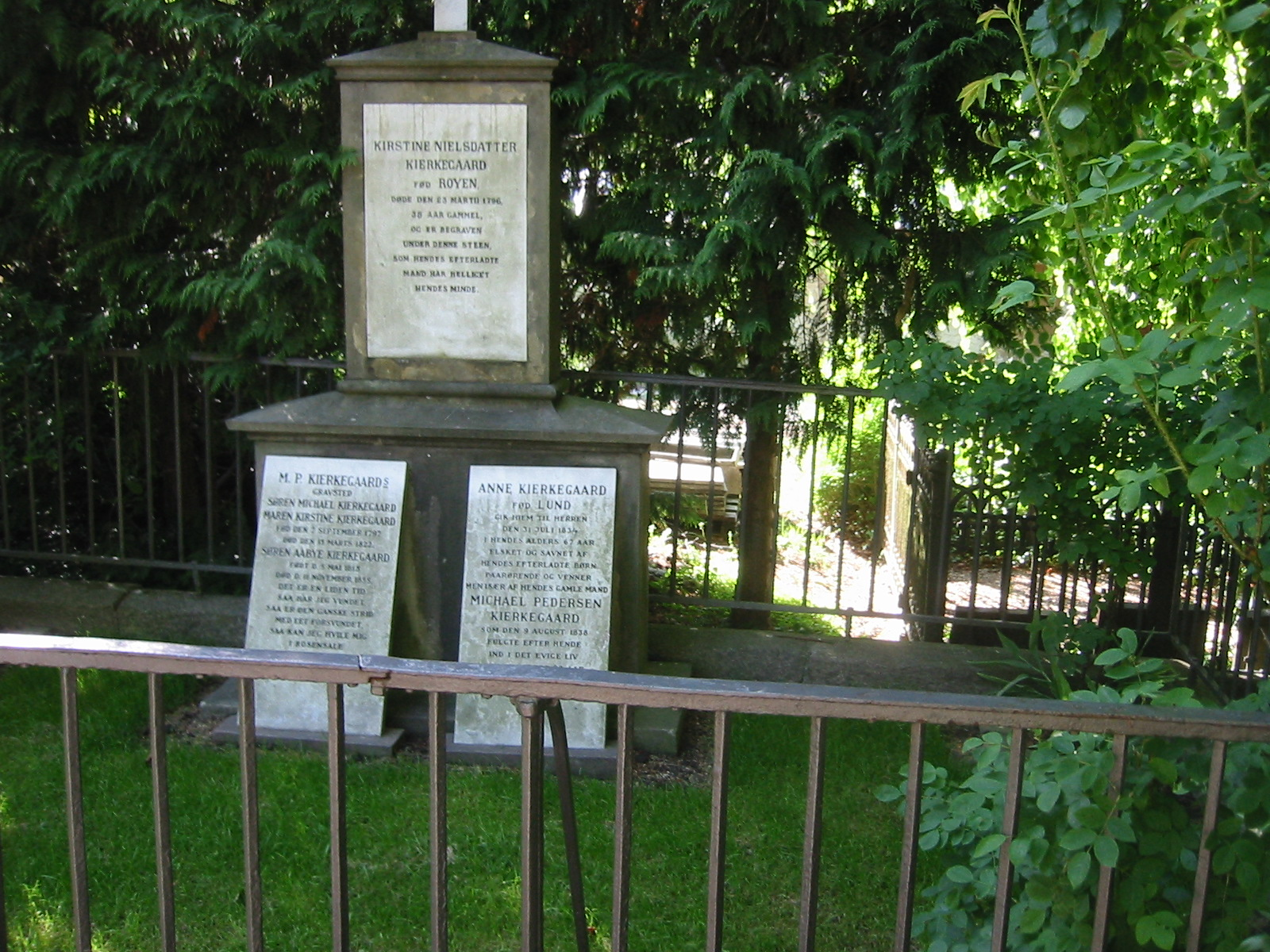
쇠렌 키르케고르의 무덤

키르케고르는 말년에 이르러 꾸준히 덴마크 교회를 비판했다. 《조국》이란 이름의 신문에 기사를 쓰기도 했고, 《순간》(Øjeblikket)이란 제목의 잡지를 직접 발간하기도 하였다. 또한 키르케고르는 덴마크 교회의 그리스도인들이 성서를 인용할때에 성서본문의 뜻과는 아무 상관이 없는 엉뚱한 해석을 하는 문제를 지적했다. 성서를 자신의 견해를 정당화하기 위한 도구로 이용하는 성서의 도구화에 대해서 비판한 것이다. 실제로 키르케고르는 자신이 다니는 교회의 목사가 '예수가 나사로를 살릴 때에 그의 시신을 옮기게 했다'는 요한복음서 이야기를 인용해서 묘지를 이동시키도록 한 묘지법을 지지한 일을 자신의 책에서 인용했다.
키르케고르는 한스 라센 마르텐센 교수가 교회에서 최근에 사망한 야코프 P. 뮌스터(Jakob P. Mynster) 전 주교를 “진리의 목격자, 진실한 진리의 증인 중 한 사람”이라 부르는 연설을 하자 행동하기 시작하였다.
키르케고르는 민스터를 좋게 생각하고 있었지만, 그가 지닌 기독교의 개념에 비추어 볼 때, 신의 입장이 아니라 인간의 입장에서 민스터의 삶을 ‘진리의 목격자’와 비교할 만한 그 어떠한 이유도 없었다.

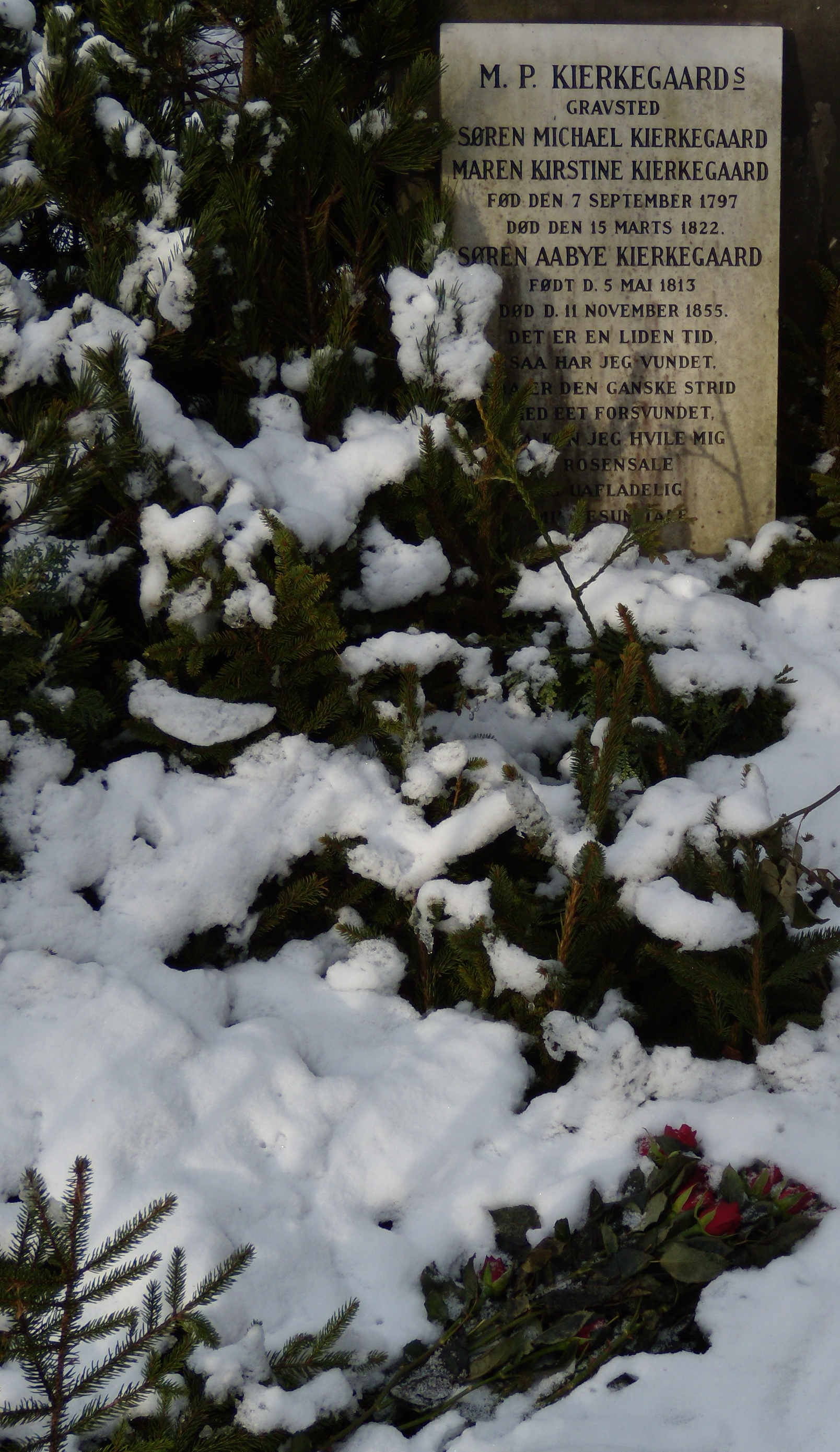
묘비의 상세한 모습

《순간》 제10호가 출간되기 전에, 키르케고르는 거리에서 쓰러졌고, 결국 병원으로 실려 갔다. 그는 병원에 한 달도 넘게 입원해 있었다. 그곳에서 그는 그가 단지 공무원에 불과할 뿐 신의 종이 아니라고 여겼던, 목사에게서 성만찬을 받는 것을 거절했다.
그는 에밀 뵈센(Emil Boesen)과 이야기를 나누었다. 에밀은 키르케고르와 어렸을 때부터 친구였고, 키르케고르와의 대화를 기록했으며, 그 자신이 목사인 사람이었다. 키르케고르는 그에게 자신의 삶은 엄청나고 알 수 없는 고통을 지닌 것이었다고 언급하였다. 다른 사람에게 그것이 아무것도 아닌 것처럼 보이겠지만, 자신에게는 그렇지 않았다고 말했다.
키르케고르는 한 달을 넘게 그곳에 있다가, 프레데리크 병원에서 척추 결핵으로 인해 사망하였다. 그는 코펜하겐에 있는 뇌레브로 구역의 아시스텐스 묘지에 묻혔다. 키르케고르의 장례식에서, 그의 조카인 헨리크 룬트는 소란을 피웠다. 키르케고르가 그의 삶에서 비난하고 그곳으로부터 탈출하려고 애썼던 것이 덴마크의 국교회인데, 그 교회가 키르케고르를 묻는 것에 반발했기 때문이었다. 얼마 후에 룬트는 그런 상황을 받아들였다.
그는 세상을 떠나며 폭탄이 터져 불이 일어날 것이라고 예언했다. 그의 예언대로 그의 사상은 현대 실존주의 철학과 변증법적 신학에 불을 댕겼다. 이제 그의 사상을 빼고 현대 실존주의 철학과 변증법적 신학은 말할 것도 없고, 이와 직·간접적으로 관련이 있는 현대 철학을 논하는 것은 불가능한 일이 되었다.

## 사상

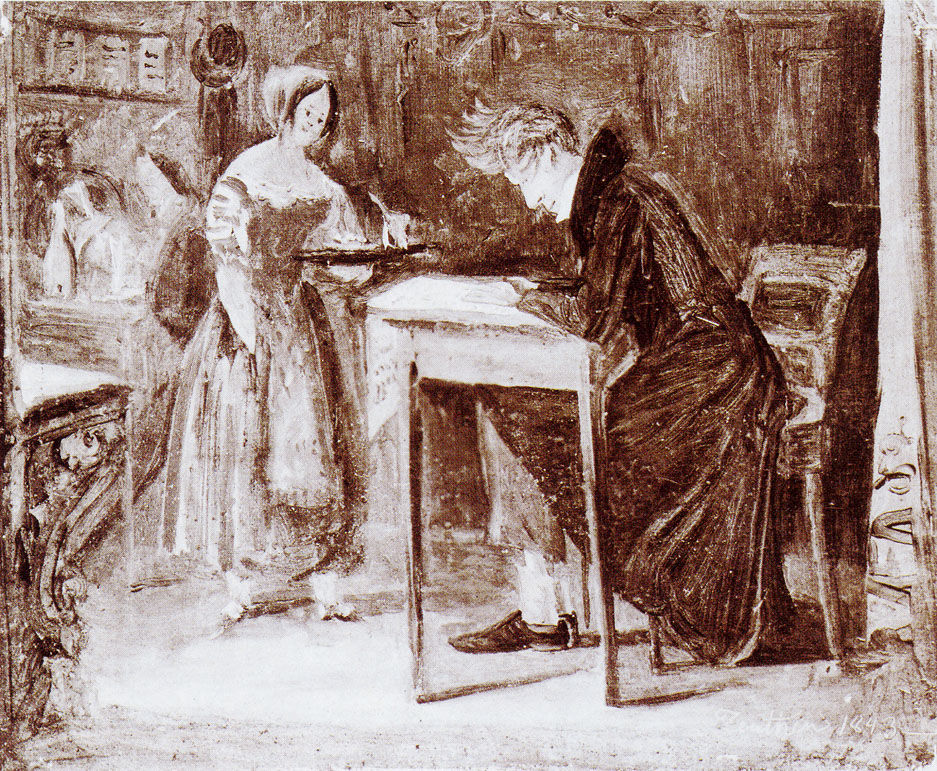
키르케고르의 외모를 보고 내가 받은 명확한 인상은 거의 우스꽝스러운 쪽에 가까웠다. 그때에 그는 스물세 살이었다. 그의 모습은 전체적인 형태가 무언가 굉장히 고르지 못했고, 머리 모양이 이상했다. 머리카락은 새의 볏처럼 흐트러져서 앞이마 위에 거의 6인치나 치솟아 있었다. 그런 모습은 그를 낯설고 여기저기 방황하는 사람처럼 보이게 했다. 한스 브뢰츠너(Hans Brøchner)가 1836년 피터 키르케고르의 결혼식에서 쇠렌 키르케고르를 보고 난 후의 쓴 회고 찻집에 있는 쇠렌 키르케고르, 1843년에 크리스티안 올라비우스가 그렸다.

키르케고르는 철학자이자 신학자로 불려 왔다. 그를 부르는 또 다른 이름들에는, 실존주의의 아버지, 문학 평론가, 유머가 넘치는 사람, 심리학자, 그리고 시인이 있다. 가장 널리 알려진 그의 두 가지 사상은 “개체성”과 “신앙의 도약”이라고 언급되는 개념이다.
“신앙을 향한 도약(비약)”은 널리 언급되는 용어로서, “신앙의 도약”이란 말로 표현되기도 한다. “신앙의 도약”은 한 개인이 어떻게 신을 믿는가 또는 한 개인이 어떻게 사랑으로 행동하는가에 대한 그의 개념이다. 그것은 이성적인 결정이 아니고, 좀 더 위험하고 초자연적인 것으로 이성을 초월하는 것이다. 그것이 신앙이다. 이러한 그의 사상에서 신앙을 갖는 것은 동시에 의심을 갖는 것이다. 예를 들면, 진실로 신을 믿는 사람이 있다면, 그는 동시에 의심을 품고 있다. 의심은 증거를 따지는 인간 사고의 이성적인 부분으로, 의심이 없는 신앙은 아무런 의미가 없다. 기독교 교리가 본질적으로 의심스러운 것이며 그 진리에 객관적 확실성이 없음을 깨닫지 못하는 사람은 신앙을 가진 것이 아니라 단지 무언가에 쉽게 속아 넘어가는 사람일 뿐이다. 예를 들어, 누군가가 직접 보고 만진 후에 연필이나 책상이 있다고 믿는 것은 신앙이라고 부를 수 없다. 신앙, 즉 신을 믿고 믿음을 가지는 일은, 눈에 보이지도 손으로 만져지지도 않으며 신에게 접근할 수 없어도, 여전히 신을 믿는 것이다.
키르케고르는 또한 자기비판과 내적 성찰에서, 기반이 되는 존재로서의 자아의 중요성과 자아가 세계와 맺는 관계를 강조했다. 그는 《철학적 단편에 부치는 비학문적인 해설문》에서 “개체성이 진리다.”와 “진리는 개체성이다.”라고 주장했다. 이러한 주장은 객관적인 진리라는 것과, 개인적인 개체성과 진리와의 관계(무관심하거나 참여하는 것)의 구별과 연관된다. “어떤 감각” 안에 있는 사람들은 동일한 것들이 매우 다르게 여러 형태의 믿음과 관계한다고 믿는다. 두 개인이 아마도 그들 주위에 많은 사람이 도움을 필요로 하는 가난한 사람이라는 점을 함께 믿는다고 하더라도, 이 지식은 둘 중 오직 한 사람만이 실제로 가난한 사람을 돕는 결정을 내리게 인도할 것이다.
그러나 키르케고르는 기본적으로 개체성이 종교적인 문제로 간주되어야 한다고 본다. 이미 적었듯이, 그는 의심이 신앙의 요소이고, 그 의심이 신의 존재나 구세주의 삶과 같은 종교적인 교리들에 대해 그 어떠한 객관적인 확실성도 획득하지 못하게 한다고 보았다. 대부분의 경우에 기독교인은 기독교 교리가 진리라는 것이 논리적으로 합당하다는 결론을 희망한다. 그런데 만약 한 사람이 그러한 교리를 진리인 것 같아 보인다는 정도로 믿는다면, 그/그녀는 진정으로 전혀 종교적이지 않은 사람이다. 신앙은 이러한 교리에 대한 절대적인 참여의 개인적 관계에 있다.

## 간접적인 의사전달 방식과 익명의 저작

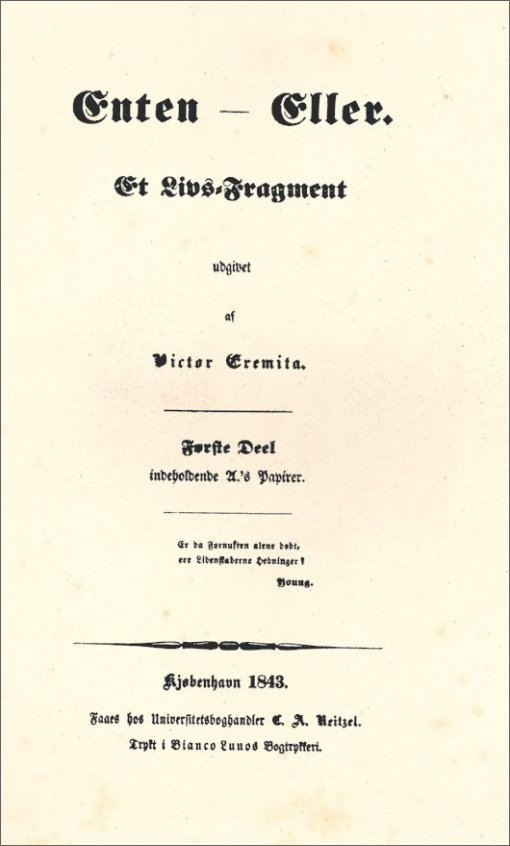
키르케고르의 책 중 하나인 《이것이냐, 저것이냐》는 익명인 “A”와 “B,” 그리고 판사 윌리엄(Judge William)이 저자 이름으로 등장하고, 필명인 빅토르 에레미타(Victor Eremita)가 편집하였다고 나온다.

키르케고르가 쓴 책의 절반 정도가, 그가 서로 다른 사고방식을 나타내기 위해 창조한 여러 익명 인물의 이름으로 기록되었다. 이것은 키르케고르의 간접적 의사전달 방식을 보여 준다.
“저자로서 나의 저서에 대한 관점”과 같이, 그의 책과 일기 중 여러 부분에서, 키르케고르는 그의 저서가 체계적인 구조를 갖춘 철학적 체계로 취급되는 것을 막기 위해서 그런 식으로 글을 썼다.
| “ | 익명의 저서들에서, 내 것은 단 하나의 단어도 없다. 나는 마치 제삼자의 입장인 것처럼 그 저서들에서 개인적인 의견을 표명하지 않았고, 그들의 의미에 대한 아무런 지식이 없었고, 독자로서 읽었을 뿐, 익명 저자들과는 아주 멀리 떨어진 사적 관계조차 맺지 않았다. | ” |
|   | — 쇠렌 키르케고르, 《관점》 |   |

키르케고르가 간접적인 의사전달 방식을 사용한 이유는, 자신이 쓴 글이 어떤 관점을 드러내고 있는지 간에, 그것을 독자가 파악하기 어렵게 만들려고 했기 때문이다. 그는 독자가 그의 삶에 어떤 부분이 글에 반영되었는지를 생각하지 않고, 그저 글의 표면적인 의미만 간단히 읽어내기를 원했다. 키르케고르는 또한 그의 독자가 그의 사상을 권위적인 체계로 여기지 않기를 원했고, 그런 식으로 신봉하기보다는 차라리 독자 자신의 해석으로 자신의 글을 읽어 내려가는 것이 낫다고 보았다.
아도르노 같은 초기 키르케고르 연구자들은, 필명으로 글을 쓴 것이 키르케고르의 의도라고 생각하지 않았고, 전체 저작이 키르케고르의 개인적이고 종교적인 견해를 반영하는 것으로 여겨야 한다고 주장했다. 이런 견해 탓에 독자들은 많은 혼란을 겪었고, 키르케고르가 논리적인 일관성이 부족한 면이 있어서 그의 저작에 상호 모순되는 내용이 드러난다고 여기게 되었다. 그러나 후기 구조주의자들을 비롯한 많은 후기 연구자는 키르케고르의 의도가 있었음을 인정하고, 익명의 저서들이 각 저자마다 그들 나름의 관점에서 기록한 것으로 해석하고 있다.
키르케고르가 만들어낸 주요 필명을 연대기적 순서로 배열하면 다음과 같다.
- 빅토르 에레미타(Victor Eremita), 《이것이냐, 저것이냐》의 편집자.
- A, 《이것이냐, 저것이냐》 안에 있는 여러 글을 쓴 저자.
- 판사 윌리엄(Judge William), 《이것이냐, 저것이냐》에서 A에 반대하는 저자.
- 요한네스 데 실렌티오(Johannes de Silentio), 《두려움과 떨림》(Fear and Trembling)의 저자.
- 콘스탄틴 콘스탄티우스(Constantin Constantius), 《반복》의 첫 번째 절반 부분 저자.
- 젊은이(Young Man), 《반복》의 두 번째 절반 부분 저자.
- 비길리우스 하우프니엔시스(Vigilius Haufniensis), 《불안의 개념》 저자.
- 니콜라우스 노타벤(Nicolaus Notabene), 《서문들》 저자.
- 힐라리우스 북빈더(Hilarius Bookbinder), 《인생길의 여러 단계》 편집자.
- 요한네스 클리마쿠스(Johannes Climacus), 《철학적 단편》과 《철학적 단편에 부치는 비학문적인 해설문》 저자.
- 인터 엣 인터(Inter et Inter),《위기와 여배우의 삶에서의 위기》(The Crisis and a Crisis in the Life of an Actress)
- H.H., 《두 가지 윤리적-종교적 에세이》 저자.
- 안티-클리마쿠스(Anti-Climacus), 《죽음에 이르는 병》과 《기독교의 실천》 저자.

## 일기

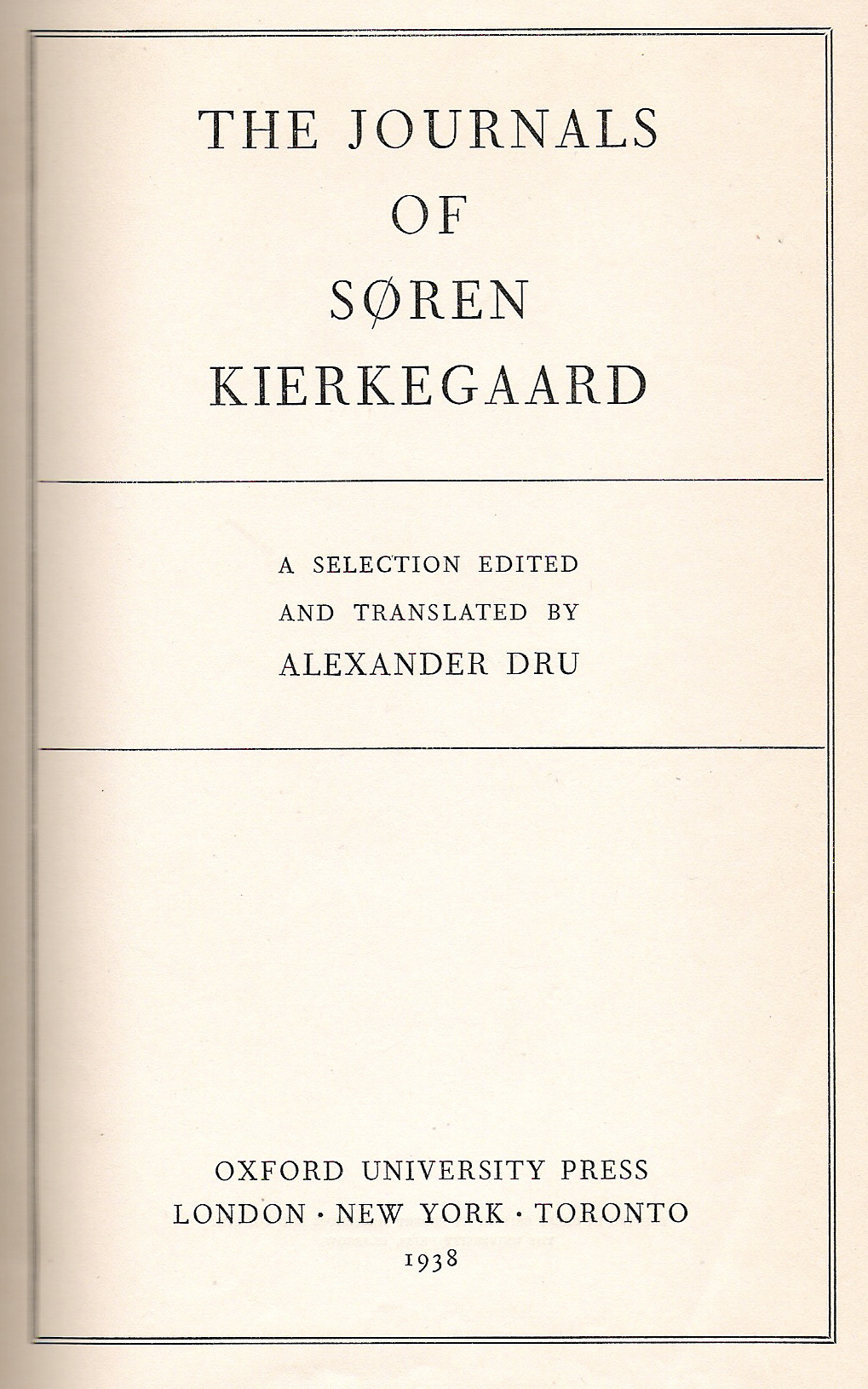
"일기"의 첫 번째 영문판 표지, 알렉산더 드루가 편집했다. 1938

키르케고르의 일기는 그와 그의 글을 이해하는 데 필수이다. 그는 7000쪽이 넘은 일기를 썼다. 그의 글을 이해하는 열쇠가 되는, 중요한 사건이나 명상, 생각 들이 그 일기장에 빼곡히 담겨 있는 것이다. 덴마크어로 기록된 일기의 전체 모음은 13권으로 편집되어 출간되었다. 그 책은 색인을 포함하는 25개의 분리된 항목으로 구성되었다. 첫 번째 영문판 편집은 알렉산더 드루가 했고, 1938년에 출간되었다.
그의 일기는 여러 가지 다른 모습의 키르케고르를 드러내며, 그의 생각을 명확하게 파악하는 것을 돕는다. 그의 일기가 지닌 형식은 그의 글 중에서 가장 시적이고 우아하다. 키르케고르는 그의 일기를 진지하게 기록했으며, 자신의 일기를 “가장 믿을 수 있는 신실한 친구”라고 부르기까지 했다.
| “ | 나는 결코 그 누구도 신뢰하지 않는다. 한 사람의 작가로서 어느 정도까지 나는 일반 사람들을 나의 친구로 삼아 왔다. 하지만 현재 내가 일반 대중과 맺고 있는 관계에 관해서 보면, 나는 다시 한 번 후손들을 나의 신뢰할 수 있는 친구로 삼아야만 한다. 누군가에 대해서 웃고 있는 똑같은 사람들이 누군가의 진정한 친구되기는 어려운 일이다. | ” |
|   | — 쇠렌 키르케고르 , 《일기》 (1847년 11월 4일) |   |

그의 일기는 키르케고르의 전매특허인 수많은 경구(警句)의 원천이다. 다음에 나오는 구절은 아마도 키르케고르의 일기 중에서 가장 널리 인용되는 것으로, 실존주의자 연구에서 항상 중요하게 인용된다.
| “ | 중요한 것은 나에게 진리인 진리를 찾는 것이며, 나의 생사를 좌우할 수 있는 생각을 발견하는 것이다. (The thing is to find a truth which is true for me, to find the idea for which I can live and die.”) | ” |
|   | — 쇠렌 키르케고르 , 《일기》 (1835년 8월 1일) |   |

그의 일기가 그의 삶과 사사의 여러 측면을 명확하게 해주는데도 불구하고, 키르케고르는 많은 부분을 밝히지 않았다. 사상의 갑작스러운 변화, 반복되는 글쓰기, 그리고 특별한 구절의 전환은, 독자를 정돈되고 체계적인 독서의 길에서 내팽개쳐 버리려고 그가 사용하는 많은 잔재주 중 일부이다. 결과적으로 그의 일기에 대해서는 여러 다양한 해석이 가능하다. 그러나 키르케고르는 미래에 그의 일기가 중요해지리라는 점을 의심하지 않았다. 1849년에 그는 다음과 같이 적었다.
| “ | 덴마크에서 오직 죽은 사람만이 상황을 지배한다. 부도덕함, 질투, 뒷담화, 평범함은 모든 최고의 공간에 존재한다. 지금 내가 죽는다면, 나의 삶이 남긴 결과는 비범한 것이 될 것이다. 일기들에서 부주의하게 간단히 몇 작 적어둔 많은 것이, 매우 큰 중요성을 갖게 될 것이고, 엄청난 결과를 불러올 것이다. 그러면 사람들은 나와 화해하게 될 것이고, 나를 인정할 수도 있고 내가 올바르다는 것을 알 수 있을 것이다. | ” |
|   | — 쇠렌 키르케고르 , 《일기》 (1849년 12월) |   |

## 키르케고르와 기독교계

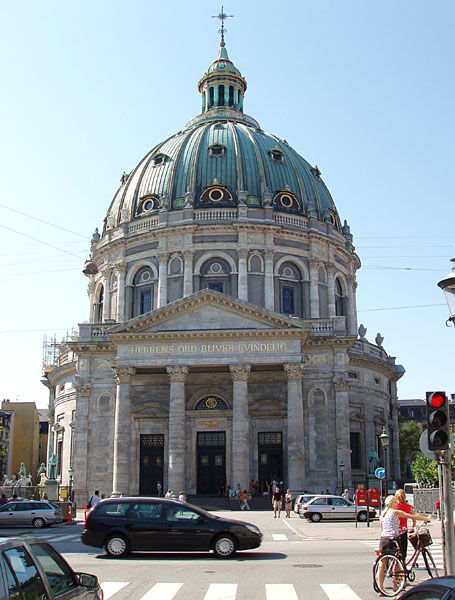
키르케고르는 그의 말년에 이르러 덴마크루터교회 조직을 공격했다. 그는 국가가 설립한 국가교회가 개인들에게 해롭다고 여겼다.

위에서 언급한 대로, 키르케고르는 말년에 이르러 지속적으로 정치적인 실체로서의 덴마크교계와 국가교회를 비판했다. 19세기에 대부분의 덴마크인은 덴마크의 시민이자 필수적으로 덴마크 국가교회의 구성원이었다. 키르케고르는 이러한 국가교회 연합을 받아들일 수 없었고, 그것이 기독교의 진정한 의미를 왜곡시킨다고 보았다.
그의 비판에서 가장 중요한 요점은 다음과 같다. "교회 모임은 무의미하다." 모임의 사상은 개인들을 어린아이로 유지시킨다. 왜냐하면 기독교인들은 그들이 신과 맺는 관계에서 책임을 지고 주도권을 갖는 것을 꺼려하기 때문이다.
| “ | 기독교는 개인이고, 여기에 있는 단독자이다. (Christianity is the individual, here, the single individual.) | ” |
|   | — 키에르케고르,                                                                                           |   |

| “ | 기독교계(덴마크교계)는 세속화되고 정치화되어 왔다. | ” |

교회가 국가에 의해 조종되어온 이래로, 키르케고르는 국가 교회의 관료적인 임무가 구성원의 숫자를 늘리고, 구성원의 복지를 감독하는 것이라고 믿었다. 그 밑바탕에는, 좀 더 많은 구성원이 모여들수록 성직자는 더 큰 힘을 갖게 된다는 부패한 생각이 깔려 있다는 것이다. 이 임무는 전체가 아니라 개인을 강조하는 기독교의 진정한 가르침에 비추어보면 이상하기 짝이 없는 것이다.
| “ | 기독교(국가교회)는 텅 빈 종교가 되었다. 따라서 정치적 구조로서의 국가교회는, 개인에게 무례하고 해를 끼친다. 왜냐하면 많은 사람이 기독교인이 무엇을 의미하는 것인지를 모른 채 “기독교인”이 될 수 있기 때문이다. 또한 국가 교회는 종교 그 자체를 손상시키는 것이기도 하다. 왜냐하면 그것은 믿지 않는 “믿는 사람들” 즉 사람들의 “돼지 떼 정신”에 따라서, 기독교를 단지 사교계의 전통 정도로 격하시키기 때문이다. | ” |

그래서 키르케고르는 다음과 같이 말한다.
| “ | 만약에 교회가 국가로부터 자유롭다면, 모든 것이 좋다. 나는 즉각적으로 이 상황을 적합하게 할 수 있다. 그러나 만약에 교회가 정치적으로 해방된다면, 나는 다음과 같은 질문을 던져야만 한다. 무슨 의미에 의해서, 어떠한 방법으로? 종교적 운동은 종교적으로 이루어져야만 한다. 그렇지 않다면, 그것은 가짜다! 결과적으로 피를 흘리거나 그렇지 않거나 간에, 해방은 고난을 통해서 와야만 한다. 그것을 구입하는 데 지불해야 할 값은 정신적인 태도이다. 하지만 고난 없이 교회가 세속적인 의미에서 교회가 해방되기를 희망하는 사람들은, 전체 세계의 조화를 위한 인내라는 개념을 도입하였다. 이 세계에서 인내는 무관심과 같고, 그것은 기독교에 반대하는 가장 끔찍한 공격이다. … 국가적으로 설립된 교회의 교리와 그것의 조직은, 둘 다 정말 매우 좋다. 오, 그러나 우리 삶에서 그것들은 정말 가증스럽다. | ” |
|   | — 쇠렌 키르케고르 , 《일기》 (1851년 1월) |   |

기독교 교회의 무능과 부패를 비판하는 모습에서, 키르케고르는 기독교를 비판하는 프리드리히 니체 같은 철학자의 등장을 예견한 것처럼 보인다.
| “ | 나는 묻는다. 우리가 신약 성서에 따라서 우리 스스로를 기독교인이라고 부르면서, 그렇게 되어야 하는 것처럼 모든 것을 관통하는 기준으로 삼아 행동하는 것을 지속할 때, 그것은 무슨 뜻인가? 신약성서의 생각은 삶에 대해서 뒤떨어진 것인가? 게다가 이 사건들의 상태가 드러내는 거대한 불균형을 많은 이들이 인식하고 있다. 그들은 그것에 이러한 전환을 주는 것을 좋아한다. 인간 종족은 기독교에서 벗어나고 있다. | ” |
|   | — 쇠렌 키르케고르 , 《일기》 (1852년 6월 19일) |   |

## 비판
20세기에 이루어진 키르케고르에 대한 유명한 철학적 비판에는, 테오도어 아도르노와 엠마누엘 레비나스의 것이 포함된다. 장 폴 사르트르와 같은 무신론적 철학자들과 마르틴 하이데거와 같은 불가지론자 철학자들은, 대부분 키르케고르의 철학적 견해를 지지했지만, 그의 종교적인 견해는 거부했다.
아도르노가 키르케고르의 철학에 가한 비판은, 원래 키르케고르의 의도보다는 덜 신실한 것이었다. 최소한 아도르노의 비평 중 하나인 그의 책인 《키르케고르: 미학의 구조》는 “키르케고르에 대한 책 중에서 가장 무책임한 것”으로 간주된다. 왜냐하면 아도르노는 키르케고르의 익명 저서들을 문자적으로 이해했고, 그런 이해에 근거하여 키르케고르의 전체 철학을 구성하는 바람에, 키르케고르의 철학을 논리적인 일관성이 부족하고 이해하기 어려운 것으로 보이게 만들었기 때문이다. 그런 식의 이해 방식은, 윌리엄 셰익스피어와 그 가 쓴 작품의 주인공인 오셀로를 혼동하거나, 도스토옙스키와 그가 쓴 소설 《죄와 벌》의 주인공인 라스콜리니코프를 같은 사람으로 여기는 착각과 같은 것이다. 또 다른 비평가는 다음과 같이 언급했다. “아도르노는 오늘날 우리가 가진, 키르케고르의 모음집에 대한 신뢰할 만한 해석이나 번역과는 거리가 멀었다.”
레비나스가 키르케고르에게 가한 비판의 주요한 내용은, 그의 윤리적이고 종교적인 단계들에 집중하였다. 특히 《공포와 전율》에 대해서 그러했다. 레비나스는 신앙의 도약을 비판했는데, 그가 보기에 이러한 윤리적인 매달리기와 신앙으로의 도약은 폭력의 일종이라는 것이다.
| “ | 키르케고르의 폭력은, 실존이 믿음의 영역인 종교적인 단계로 도약하기 위해서 윤리적인 단계를 포기할 때 시작된다. 그러나 믿음은 더 이상 외부적인 정당화를 추구하지 않는다. 내부적으로 조차, 그것은 의사소통과 고립이 결합되었고, 따라서 거기에서 폭력과 고난이 유래하였다. 그것은 윤리적인 현상을 격하시켜 이차적인 지위를 주는 것의 유래가 되었고, 존재의 윤리적인 기초를 멸시하는 것이어서, 그것은 니체를 불러들이고, 니체를 거치면서 도덕관념이 없는 현대철학으로 완성되었다. | ” |
|   | — 엠마누엘 레비나스(Emmanuel Levinas) , 실존과 윤리(Existence and Ethics), (1963) |   |

레비나스는 기독교인의 신앙이 아브라함에게 이삭을 바치라고 처음 언급한 신과, 천사를 보내 아브라함이 이삭을 죽이지 못하게 한 그 신을 믿는 것이라고 지적한다. 만약에 아브라함이 정말 종교적인 단계에 있었다면, 그는 아들을 죽이려는 자신을 멈추게 한 천사의 음성에 귀 기울이지 않았을 것이고, 계속하여 이삭을 죽여 버렸을 것이다.“초월적인 윤리학”은 마치 살인자들을 그들의 범죄로부터 용서해 주기 위해 생긴 구멍처럼 보이고, 따라서 그것은 수용되기 어렵다.
키르케고르의 종교적 관점에 대해, 사르트르는 신의 존재에 반대하는 논쟁을 제기한다. 만약에 실존이 본질에 앞선다면, 그것은 감각이 있는 존재가 완전할 수 없다는, 감각에 관한 용어의 의미로부터 뒤따르는 것이다. 《존재와 무》에서, 사르트르는 신이 “Pour soi” 즉 혼자 힘으로 존재하는 하나의 의식(감각)이며 또한 “en-soi” 즉 본질적으로 하나의 존재로서 하나의 사물이라는 것은, 말에서 모순된다고 언급했다.
사르트르는 아브라함이 불안을 견뎌야 했다는, 키르케고르의 분석에 동의했다. 그러나 사르트르는 신이 아브라함에게 그렇게 하도록 말했다는 데에는 동의하지 않았다. 그의 강의록인 《실존주의는 인본주의이다》에서 그는 다음과 같이 말했다.
| “ | 그 자신을 변명하기 위해서 거짓말을 하는 사람은, “모든 사람이 그것을 하지 않을 것이다.”라고 말함을 통해서, 그의 양심이 진정으로 병들게 해야만 한다. 그 말이 부인하는, 보편적인 가치를 포함하는 거짓말을 실천하면서 말이다. 그런 지나친 변장을 통해, 그의 고뇌는 그 자체를 드러낸다. 이것은 키르케고르가 “아브라함의 고뇌”라고 불렀던 고뇌이다. 당신은 그 이야기를 알고 있다. 한 천사가 아브라함에게 그의 아들을 희생 제물로 바치라고 명령했다. 그리고 그 명령에 그는 순종했다. 만약에 정말로 아브라함에게 나타난 천사라면, 다음과 같이 말했을 것이다. “아브라함 당신은 당신의 아들을 희생해야만 한다.” 그러나 그런 경우가 닥친 사람이면 누구나, 첫째, “말하는 사람이 정말 천사인가?”라는 의문을 가질 것이고, 둘째, “내가 정말 아브라함인가?”라는 의문도 지닐 것이다. 그런 의문을 해소할 증거가 어디 있는가? 망상으로 고통 받는 어떤 미친 여성은, 사람들이 자신에게 전화를 걸어온다고 말하면서, 그녀의 요구 사항을 말한다. 그러면 의사는 그녀에게 묻는다. “그러나 당신에게 말하는 사람이 누구입니까?” 그녀는 대답한다. “그는 그것이 신이라고 해요.” 그러면 정말 그녀가 말하는 그것이 신인지를 무엇으로 증명할 것인가? 만약 한 천사가 나에게 나타난다면, 그것이 천사임을 증명하는 것은 무엇이며, 만약에 내가 소리를 듣는다면, 그 소리가 천국에서 들리는 것으로 지옥에서 들리는 것이 아니라고 누가 증명할 것이며, 또는 그 소리가 나의 잠재의식이나 병적인 상태로부터 생긴 것이 아니라고 누가 증명하겠는가? 누가 그것들이 나에 대한 것이라고 증명할 수 있겠는가? | ” |
|   | — 장폴 사르트르 , 실존주의는 인본주의이다<L'existentialisme est un humanisme> |   |

키르케고르의 시각에서, 아브라함의 확신은 ‘내면의 목소리’로부터 유래한 것으로, 그 목소리는 실제로 다른 이들이 그 존재를 증명하거나 들을 수 없는 것이다.(“문제는 아브라함이 이해받기를 원하자마자 다가온다.”) 키르케고르에게, 모든 외부의 “증거”나 정의는 단지 주체의 바깥에 있는 것일 따름이었다. 예를 들어, 영혼의 불멸에 대한 키르케고르의 증거는, 인간이 지닌 영원히 살고 싶어 하는 마음에 근거한다.

## 영향과 평판

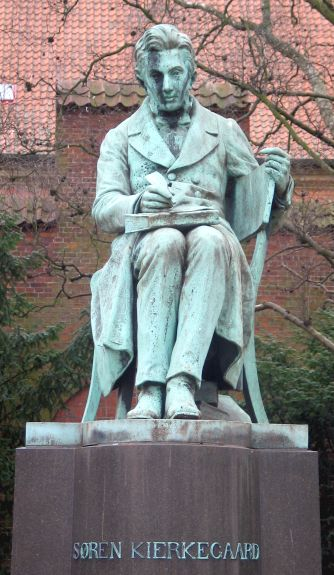
코펜하겐에 있는 쇠렌 키르케고르 동상

#### 초기
키르케고르의 저서들은 그의 사후 수십 년이 지날 때까지도 널리 유용하게 쓰이지 못했다. 그가 죽은 지 얼마 되지 않아서, 당시 덴마크 내에 주요한 조직 중 하나였던 덴마크 국교회는, 될 수 있으면 키르케고르의 책을 언급하지 않고 회피하려 했고, 다른 덴마크인들도 그렇게 하기를 권했다. 게다가 독일어나 프랑스어, 영어 같은 주요한 언어권에서 덴마크 언어가 널리 쓰이는 말이 아니어서, 덴마크어 사용자가 아닌 독자들이 키르케고르를 가까이하여 알기란 거의 불가능한 일이었다.
첫 번째 학구적인 관심이, 독일어를 덴마크어만큼 잘했던, 그의 동료인 덴마크인 게오르그 브란데스(Georg Brandes)의 활약 덕분에 키르케고르에게 주어졌다. 브란데스는 키르케고르에 관한 첫 공식적인 강의를 했고, 유럽의 다른 지역에서 키르케고르에 대한 관심이 생기게끔 도왔다. 1877년 브란데스는 또한 키르케고르의 철학과 삶에 대한 첫 번째 책을 출간하였다. 희곡작가 헨리크 입센도 키르케고르에 흥미를 갖고, 그의 저서들을 나머지 스칸디나비아 반도 지역에 소개하였다. 1870년대에 키르케고르 저서 중 일부가 독립적으로 독일어로 번역되기 시작하였고, 키르케고르 저서 전체에 대한 학문적인 독일어 번역은 1910년대에 이르러서야 실현되었다. 이 번역들은 키르케고르가 20세기에 독일, 프랑스, 영국의 지식인과 작가 등에게 막대한 영향력을 발휘하는 데 중요한 역할을 수행했다.
1930년대에, 첫 번째 학문적인 영역본이 나왔다. 번역한 사람들은 알렉산더 드루, 데이비드 F. 스웬선, 더글러스 V. 스티어, 그리고 월터 라우리였고, 옥스퍼드 대학 출판부에서 일하는 찰스 윌리엄이 편집자로 수고했다. 이차적이고 최근에 광범위하게 인용되는 학문적인 영어 번역본은 프린스턴 대학 출판부에서 1970년대, 1980년대, 1990년대에 출간하였다. 하워드 V. 홍과 에드나 H. 홍이 감수하였다. 세 번째 공식적 번역은 쇠렌 키르케고르 연구 센터의 지도로, 55권 분량으로 확대되어 출간될 예정이며, 2009년 이후에 완성되리라 여겨진다.
유신론자이건 무신론자이건 많은 20세기 철학자와 신학자는, 키르케고르로부터 여러 개념을 끌어오곤 한다. 분노·절망의 개념이라든가, 개인의 중요성에 대한 논의를 예로 들 수 있다. 철학자로서 키르케고르가 지닌 명성은, 1930년대에 대단했다. 왜냐하면 당시 타오르기 시작한 실존주의 운동이 그를 선구자로서 주목했기 때문이었다. 물론 지금도 그는 여전히 매우 중요하고 영향력 있는 사상가이다. 키르케고르는 루터교 교회의 성인 달력에서 교사로서 11월 11일에 기념되고 있다.

### 영향을 받은 사상가들
키르케고르에게 영향을 받은 철학자와 신학자들은 다음과 같다. 한스 우르스 폰 발타자르(Hans Urs von Balthasar), 칼 바르트, 자끄 엘뢸, 시몬 드 보부아르, 닐스 보어, 디트리히 본회퍼, 에밀 브루너, 마르틴 부버, 루돌프 불트만, 알베르 카뮈, 마르틴 하이데거, 아브라함 조슈아 헤셸, 카를 야스퍼스, 가브리엘 마르셀(Gabriel Marcel), 메를로 퐁티(Maurice Merleau-Ponty), 라인홀트 니부어, 프란츠 로젠츠바이크(Franz Rosenzweig), 장 폴 사르트르, 조셉 솔로베이치크(Joseph Soloveitchik), 파울 틸리히, 미겔 데 우나무노(Miguel de Unamuno) 등이 있다. 파울 파이어아벤트(Paul Feyerabend)의 과학적인 무정부주의는 키르케고르가 언급한 진리로서의 주체성에 영감을 받았다. 루트비히 비트겐슈타인도 키르케고르에게 막대한 영향을 받았다. 그는 “키르케고르는 나에게 멀고도 깊었다. 그가 지닌 영혼의 깊이가 좋은 결과를 나타내는 것이 아니어도, 그는 나를 당황하게 했다.”라고 주장했다. 칼 포퍼는 키르케고르를 “기독교 윤리의 위대한 개혁자, 당시 관료적인 기독교의 도덕성이 사실은 반(反)기독교적이고 비인간적인 위선이라고 폭로한 사람”이라고 언급했다.
현대 철학자 중 엠마누엘 레비나스, 한스게오르크 가다머, 자크 데리다, 위르겐 하버마스, 알라스데어 매킨타이어(Alasdair Macintyre), 그리고 리처드 로티 같은 사람들은, 때때로 매우 비판적이지만, 그들 또한 키르케고르의 통찰 중 일부를 수용하고 있다. 제리 표도르는 키르케고르가 “대가이며, 다른 철학자들이 뛰노는 무대에서 빠져나온 사람”이라고 적었다.

#### 문학에서의 영향
키르케고르는 또한 20세기 문학에 영향을 준 것으로 평가된다. 키르케고르에게 영향을 받은 모습을 보이는 작가로는 W. H. 오든(W. H. Auden), 호르헤 루이스 보르헤스, 헤르만 헤세, 프란츠 카프카 데이비드 로지(David Lodge), 플래너리 오코너(Flannery O'Connor), 월커 퍼시(Walker Percy), 라이너 마리아 릴케, 존 업다이크(John Updike) 등이 있다.

#### 기독교 심리학
키르케고르는 또한 심리학에 두드러진 영향을 끼쳤고, 기독교 심리학의 설립자로 불리기도 한다. 실존주의적 심리학과 실존주의적인 치료 요법에도 영향을 주었다. 실존주의자(때때로 “인본주의적”이라 불리는) 심리학자와 치료자에는 루트비히 빈스방거(Ludwig Binswanger)를 비롯하여 빅토르 프랭클(Viktor Frankl), 에리히 프롬, 칼 로저스(Carl Rogers) 및 롤로 메이(Rollo May)가 포함된다. 메이가 주장한 “불안의 의미”는 키르케고르의 불안의 개념에 그 근거를 두고 있다. 키르케고르의 사회학적 작업은 〈두 시대: 혁명 시대와 현재 시대〉라는 글을 통해, 우리에게 근대성에 대한 흥미로운 비판을 제공해 준다. 키르케고르는 포스트모더니즘의 선구자로 여겨지기도 한다.
키르케고르는 그가 죽은 후에 얻을 명성을 예견했고, 그의 책들이 주체에 대한 치열한 탐구로 여겨질 것이라고 생각했다. 그의 일기에서 그는 이렇게 적었다.
| “ | 시대가 필요한 것은 천재가 아니다. — 그들은 항상 넘쳐났다. 시대가 진정으로 필요로 하는 것은 순교자, 즉 사람들로 하여금 복종하도록 가르치기 위하여 그 자신이 먼저 죽기까지 복종할 수 있는 사람이다. 시대가 필요로 하는 것은 각성이다. 그러므로 미구에 나의 글뿐만 아니라 나의 전 생애까지도, 기계의 흥미를 자아내는 모든 신비로서 연구되고 또 연구될 것이다. 나는 신이 나를 어떻게 도우셨는지 결코 잊지 않으며, 그러므로 나의 마지막 바람은 모든 영광을 그에게 돌리는 것이다. | ” |
|   | — 쇠렌 키르케고르 , 《일기》 (1847년 11월 20일) |   |

## 주요 저서
- 1841년, 《아이러니의 개념-소크라테스를 염두에 두고》(Om Begrebet Ironi med stadigt Hensyn til Socrates)
- 1843년, 《이것이냐 저것이냐》(Enten - Eller)

《유혹자의 일기》, 임규정·연희원 옮김 (한길사, 2001) - 부분 번역 ISBN 89-356-5353-5
- 1843년, 《두려움과 떨림》(Frygt og Bæven)

《공포와 전율 / 철학적 단편 / 죽음에 이르는 병 / 반복》 손재준 옮김 (삼성출판사, 1982)
《두려움과 떨림》 강학철 옮김 (민음사, 1991)
- 1843년, 《반복》(Gjentagelsen)

《공포와 전율 / 반복》 임춘갑 옮김 (다산글방, 2007) ISBN 978-89-85061-31-5
- 1844년, 《철학적 단편》(Philosophiske Smuler)
- 1844년, 《불안의 개념》(Begrebet Angest)

심재언 옮김 (청산문화사, 1962)
최석천 옮김 (상문각, 1984)
임춘갑 옮김 (다산글방, 2007) ISBN 978-89-85061-43-8
《불안의 개념 / 죽음에 이르는 병》 강성위 옮김 (동서문화동판주식회사, 2007) ISBN 978-89-497-0417-3
- 1845년, 《인생길의 여러 단계》(Stadier paa Livets Vei)
- 1846년, 《철학적 단편에 부치는 비학문적인 해설문》(Afsluttende uvidenskabelig Efterskrift)
- 1847년, 《다양한 영혼이 말하는 교훈적 담론》(Opbyggelige Taler i forskjellig Aand)
- 1848년, 《기독교 토론》(Christelige Taler)
- 1847년, 《사랑의 행위》(Kjerlighedens Gjerninger)

《사랑의 役事》 임춘갑 옮김 (다산글방, 2005) ISBN 978-89-85061-90-2
- 1848년, 《위기와 한 여우의 생애의 위기》(Krisen og en Krise i en Skuespillerindes Liv)
- 1849년, 《죽음에 이르는 병》(Sygdommen til Døden)

박환덕 옮김 (범우사, 1995) ISBN 978-89-08-01007-9
김용일 옮김 (계명대학교 출판부, 2006) ISBN 978-89-7585-372-2
임규정 옮김 (한길사, 2007) ISBN 978-89-356-5708-7
《죽음에 이르는 병 / 관점》 임춘갑 옮김 (다산글방, 2007) ISBN 978-89-85061-47-6
- 1850년, 《기독교의 훈련》(Indøvelse i Christendom)

임춘갑 옮김 (다산글방, 2005) ISBN 978-89-85061-94-0
- 1851년, 《신의 불변성》
- 1851년, 《자기 점검을 위하여》
- 1855년, 《순간》

《순간 / 현대의 비판》 임춘갑 옮김 (다산글방, 2007) ISBN 978-89-85061-50-6

## 같이 보기
- 한국키에르케고어학회

## 참고 문헌
- 월터 라우리, 《키르케고르 평전 - 키르케고르의 생애와 사상》, 임춘갑 옮김, 다산글방, 2007년 ISBN 978-89-85061-57-5
- 하워드 A.존슨, 《키르케고르 사상의 열쇠》, 임춘갑 옮김, 다산글방, 2005년 ISBN 978-89-85061-40-7
- 윌리엄 후벤, 《도스토옙스키, 키에르케고르, 니체, 카프카》, 윤지관 옮김, 까치, 1983년
- 반 리이센 외, 《니체/사르트르/프로이트/키르케고르》, 이창우, 종로서적, 1983년 ISBN 978-89-305-0124-8
- 샤를 르 블랑, 《키에르케고르 (문예신서 282)》, 이창실 옮김, 동문선, 2004년 ISBN 978-89-8038-510-2
- 페테 로데, 《키에르케고르 코펜하겐의 고독한 영혼》, 임규정 옮김, 한길사, 2003년 ISBN 978-89-356-5013-2
- 김종두, 《키에르케고르의 실존사상과 현대인의 자아이해》, 엠애드, 2002년 ISBN 978-89-88277-16-4
- 페리 D 르페브르, 《키에르케고르의 기도》, 기독교연합신문사, 2004년 ISBN 978-89-86046-71-7
- 정재현, 《티끌만도 못한 주제에》, 분도출판사, 1999년 ISBN 978-89-419-9914-0
- 정재현, 《신학은 인간학이다》, 분도출판사, 2003년 ISBN 978-89-419-0304-8
- 로날드 J. 만하이머, 《키에르케고르의 교육이론(교육학 번역총서 5)》, 이홍우 외 옮김, 교육과학사, 2003년 ISBN 978-89-8287-748-3
- Woo, B. Hoon (우병훈) (2014). “Kierkegaard’s Influence on Karl Barth’s Early Theology”. 《Journal of Christian Philosophy》 18: 197–245.